# Herman Slagter
Herman Slagter (Rotterdam, 22 november 1965) is een Nederlands filmproducent, bekend van de productie van de eerste Hollandse martialartsfilm Fighting Fish (2004) en de productie met Jan Doense en San Fu Maltha van De Poel (2014).

## Leven en werk
Slagter is geboren en getogen in Rotterdam, waar zijn vader Wiek Slagter werkte als hoogleraar aan de Nederlandse Economische Hogeschool te Rotterdam. Hij trad in eerste instantie in diens voetsporen en studeerde ook rechten aan de Erasmus Universiteit. Later bekwaamde hij zich verder in het filmvak met cursussen bij het Amsterdamse Binger Filmlab, bij het Luxemburgse European Audiovisual Entrepreneurs (EAVE) en bij het Franse INA-Institut National de l'Audiovisuel in Sorbonne voor het ECAFIC (European certificate in Audiovisual Financing and Commercialisation)-certificaat. 
Na zijn studie werkte Slagter enige tijd als runner in de filmwereld. Hij speelde in deze tijd ook golf en niet geheel onverdienstelijk. Tussen 1997 en 2002 leidde hij een evenementenbureau. In 2002 koos hij definitief voor de filmwereld en richtte het productiebedrijf Riverpark Films op. Daarnaast richtte hij in 2009 met Jan Doense de productiemaatschappij House of Netherhorror op, met de intentie lowbudgethorrorfilms te gaan maken. In 2011 lanceerden ze samen het Nieuw Nederlands Film Platform, een commanditaire vennootschap die door middel van crowdfunding de financiering van Nederlandse speelfilms wil stimuleren.
De eerste productie van Doense en Slagter was De Poel, een film van Chris W. Mitchell met hoofdrollen voor Gijs Scholten van Aschat en Carine Crutzen. Deze film ging in 2014 in première op het Imagine Film Festival.

## Productie

### Film
- 2004. Fighting Fish
- 2010. Sensation
- 2014. De Poel (film) - productie met Jan Doense en San Fu Maltha
- 2015. Cherry Tree - coproductie
- 2015. Arjuna
- 2017. Nails - coproductie
- 2018. Wilkolak - coproductie

Korte films
- 2009. Circus
- 2011. De breker
- 2010. Tunes from the West
- 2012. The Rocketeer
- 2014. Vast in Golflengtes
- 2015. Melany

Documentaire films
- 2012. De onplaatsbaren
- 2017. Xangadix Lives!

### Televisie
- 2012. Rof Nuts, tv-serie

## Trivia
- Tijdens het Internationaal Filmfestival Rotterdam 2019 draaide de film Fighting Fish in het LantarenVenster in het speciale IFFR programma Midnight Screening. Voorafgaande aan deze opvoering beschreef Slagter de totstandkoming in vier korte delen in de sociale media, waarvan de eerste drie tezamen zijn gepubliceerd in het filmmagazine Schokkend Nieuws.[9]